# 7 and 7

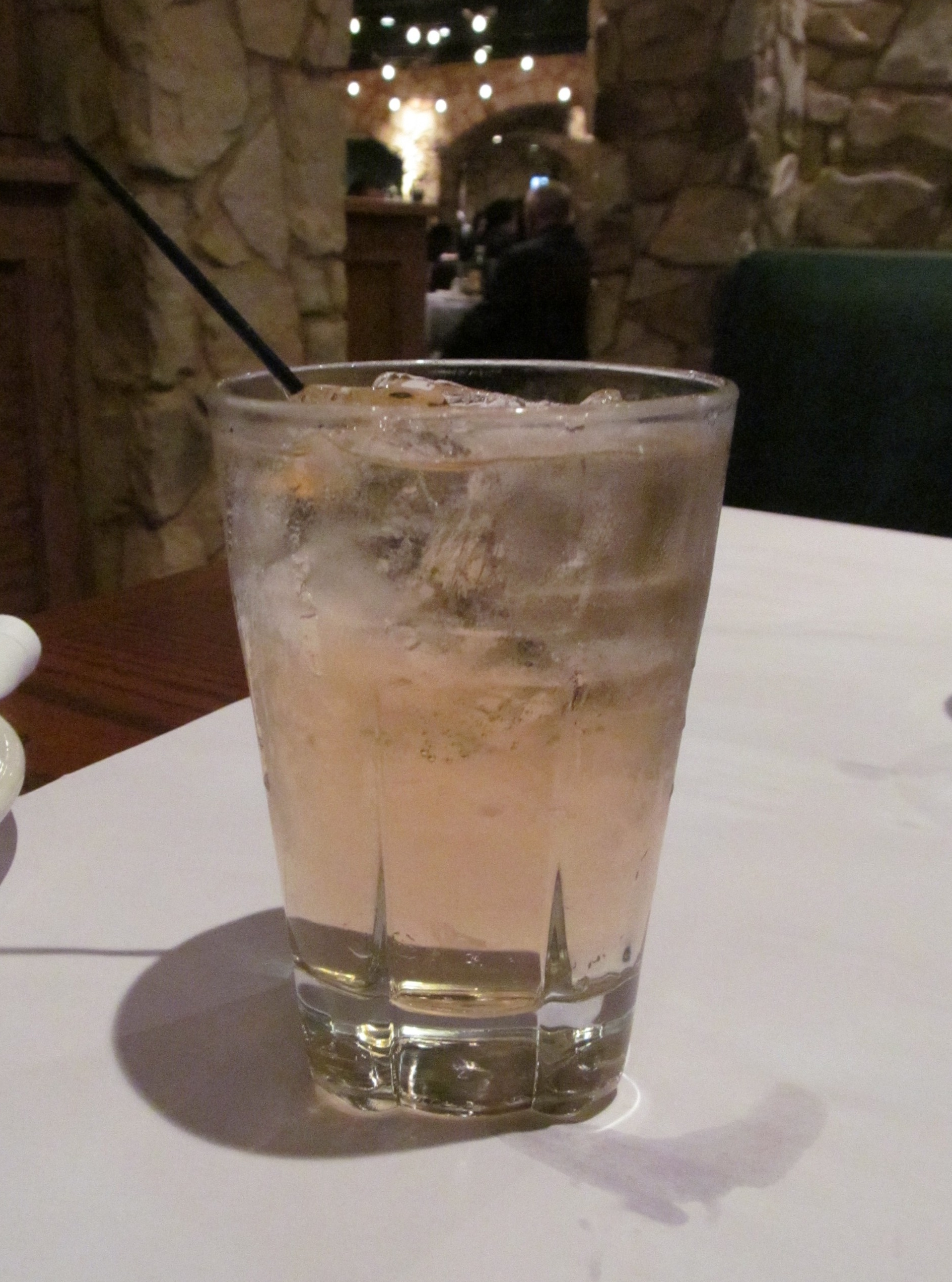
7&7 w szklance

7 and 7 (7&7, znany też jako 7 to 7) - popularny koktajl alkoholowy złożony głównie z dwóch składników: napoju 7 Up i whisky Seagram’s Seven Crown. Zazwyczaj serwowany z lodem, bez innych dodatków.

## Przepis
Do szklanki wrzucamy kostki lodu i wlewamy whisky, a następnie uzupełniamy 7 Upem. Dokładnie mieszamy. Można dekorować plasterkiem limonki albo pomarańczy.

## W kulturze
- Kanadyjski zespół Silverstein odniósł się do koktajlu 7 and 7  w utworze „Vices”: „Seven seven with the lime will keep me safe”.
- W filmie Druhny w reżyserii Paula Feiga dwie z głównych bohaterek zamówiły koktajl 7 and 7 podczas lotu do Las Vegas.
- Główny bohater amerykańskiego serialu Życie na fali, Ryan Atwood (grany przez Benjamina McKenziego), w kilku odcinkach zamawiał przy barze drink 7 to 7.
- Jeden z głównych bohaterów serialu Community, Troy, chce zamówić 7&7 z okazji swoich 21 urodzin.
- Koktajl jest często zamawiany w filmie Gorączka sobotniej nocy przez głównego bohatera, granego przez Johna Travoltę.
- W filmie Chłopcy z ferajny zamawia go Robert De Niro grający Jimmy’ego Conwaya.